# 첼암제군

첼암제군의 위치

첼암제군(독일어: Bezirk Zell am See)은 오스트리아 잘츠부르크주에 위치한 군으로 행정 중심지는 첼암제이며 면적은 2,640.85km2, 인구는 86,923명(2001년 기준), 인구 밀도는 33명/km2이다. 서쪽으로는 장크트요한임퐁가우군, 북쪽으로는 슈타이어마르크주 리첸군, 동쪽으로는 슈타이어마르크주 무라우군, 남쪽으로는 케른텐주 슈피탈안데어드라우군과 접한다.

## 하위 행정 구역
3개 도시, 4개 시장도시, 21개 일반 시를 관할한다.
- 도시
  - 잘펠덴암슈타이너넨메어(Saalfelden am Steinernen Meer)
  - 첼암제(Zell am See)
  - 미터질(Mittersill)
- 시장도시
  - 로퍼(Lofer)
  - 노인키르헨암그로스페네디거(Neukirchen am Großvenediger)
  - 라우리스(Rauris)
  - 탁센바흐(Taxenbach)
- 일반 시
  - 브람베르크암빌트코겔(Bramberg am Wildkogel)
  - 브루크안데어그로스글로크너슈트라세(Bruck an der Großglocknerstraße)
  - 디텐암호흐쾨니히(Dienten am Hochkönig)
  - 푸슈안더그로스글로크너슈트라세(Fusch an der Großglocknerstraße)
  - 홀러스바흐임핀츠가우(Hollersbach im Pinzgau)
  - 카프룬(Kaprun)
  - 크리믈(Krimml)
  - 렌트(Lend)
  - 레오강(Leogang)
  - 마이스호펜(Maishofen)
  - 마리아알름(Maria Alm)
  - 니데른질(Niedernsill)
  - 피젠도르프(Piesendorf)
  - 잘바흐힌터글렘(Saalbach-Hinterglemm)
  - 장크트마르틴바이로퍼(St. Martin bei Lofer)
  - 슈툴펠덴(Stuhlfelden)
  - 웅켄(Unken)
  - 우텐도르프(Uttendorf)
  - 비에호펜(Viehhofen)
  - 발트임핀츠가우(Wald im Pinzgau)
  - 바이스바흐바이로퍼(Weißbach bei Lofer)